# Чентро (Павија)
Чентро је насеље у Италији у округу Павија, региону Ломбардија.
Према процени из 2011. у насељу је живело 34 становника. Насеље се налази на надморској висини од 273 м.